# Elin Rubensson
Elin Rubensson (Ystad, 1993. május 11. –) svéd női válogatott labdarúgó. A BK Häcken játékosa.

## Pályafutása

### Klubcsapatokban
2018. augusztus 4-én 5 éves szerződést írt alá a Kopparbergs/Göteborg FC együttesével.

## Sikerei

### Klubcsapatokban
Svéd bajnok (4):
- FC Rosengård (4): 2010, 2011,[3] 2013, 2014

 Svéd szuperkupagyőztes (2):
- LdB FC Malmö (1): 2011, 2012

### A válogatottban
Svédország
- Világbajnoki bronzérmes (1): 2019
- Olimpiai ezüstérmes (1): 2016
- U19-es Európa-bajnoki aranyérmes (1): 2012
- Algarve-kupa győztes: 2018

## Magánélete
2018. július 14-én házasságot kötött a korábbi Malmö FF játékossal, Filip Stenströmmel.